# Omphale acuminata
Omphale acuminata är en stekelart som beskrevs av Gijswijt 1976. Omphale acuminata ingår i släktet Omphale och familjen finglanssteklar. Inga underarter finns listade i Catalogue of Life.